# Ctenorillo mineri
Ctenorillo mineri är en kräftdjursart som först beskrevs av Van Name 1936.  Ctenorillo mineri ingår i släktet Ctenorillo och familjen Armadillidae. Inga underarter finns listade i Catalogue of Life.